# Claire Demesmay

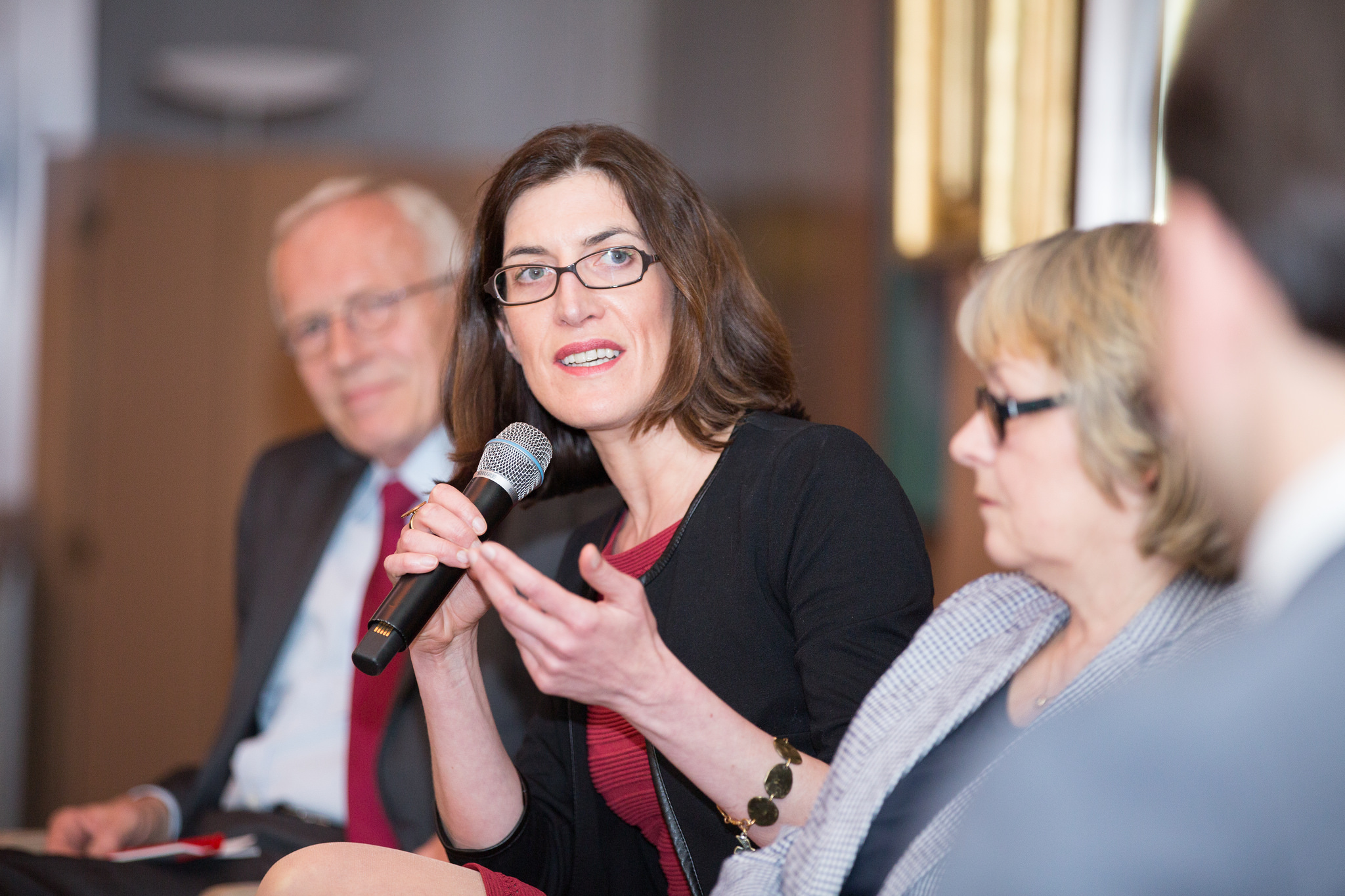
Wahlabend, französische Botschaft Berlin

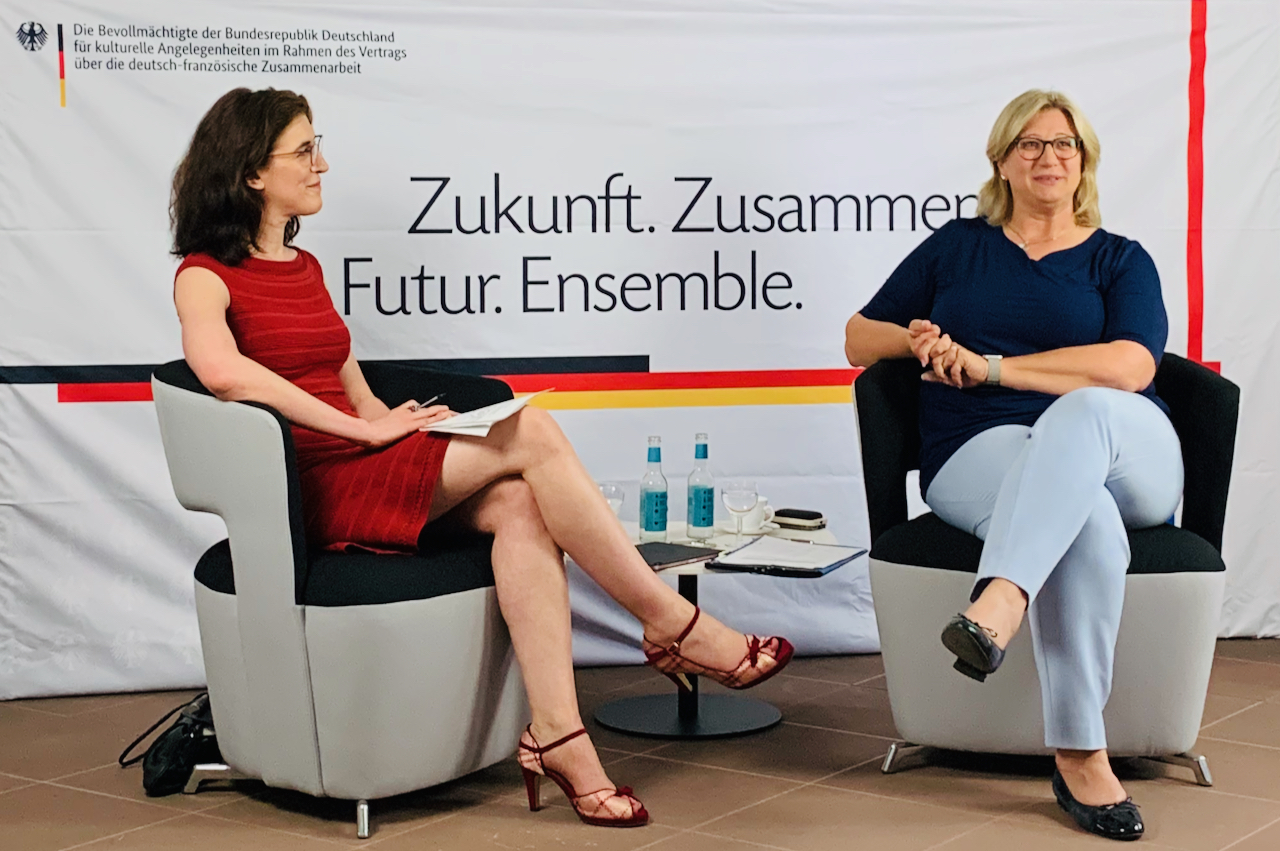
Mit Anke Rehlinger

Claire Demesmay (* 1975 in Dole) ist eine deutsch-französische Politikwissenschaftlerin.

## Tätigkeit
Claire Demesmay ist Professorin am Alfred-Grosser-Lehrstuhl am Institut d’études politiques de Paris und assoziierte Forscherin im Centre Marc Bloch in Berlin.
Sie war 2023/2024 Europa-Gastprofessorin am Cluster für Europaforschung der Universität des Saarlandes und leitete davor das Referat „Interkulturelle Aus- und Fortbildung“ beim Deutsch-Französischen Jugendwerk. Bis Sommer 2021 leitete Claire Demesmay das Programm Frankreich/deutsch-französische Beziehungen der Deutschen Gesellschaft für Auswärtige Politik (DGAP). In den Jahren 2002–2009 war sie am Institut français des relations internationales (Ifri) in Paris beschäftigt und arbeitete davor als wissenschaftliche Mitarbeiterin am Lehrstuhl für Frankreichstudien und Frankophonie an der TU Dresden.
Sie hat im Feld der politischen Philosophie promoviert und hat sich in Deutschlandstudien habilitiert. Neben der Analyse der deutsch-französischen Zusammenarbeit in der Europa- und Außenpolitik, befasst sie sich mit Fragen der Inter- und Transkulturalität, mit den Einstellungen von jungen Menschen und mit der Rolle der Zivilgesellschaft in den internationalen Beziehungen. Sie tritt regelmäßig in den Medien zu politischen und gesellschaftlichen Fragen auf, die mit dem aktuellen Geschehen Deutschlands und Frankreichs zusammenhängen.
Claire Demesmay ist Deutsch-Französin. Ihr letztes Buch: Jongler avec les langues et avec les cultures (2024). Sie wurde 2013 zum „Chevalier dans l’Ordre des Palmes Académiques“ vom französischen Bildungsministerium ernannt und erhielt 2016 den deutsch-französischen Parlamentarierpreis für ihr Buch Que reste-t-il du couple franco-allemand? (mit Cécile Calla).

## Publikationen
- Jongler avec les langues et avec les cultures (Peter Lang 2024)
- Franco-German Relations Seen from Abroad. Post-war Reconciliation in International Perspectives (Springer 2021; mit Nicole Colin).
- Idées reçues sur l’Allemagne – Un modèle en question (Le cavalier bleu 2018).
- Frankreich und Deutschland – Bilder, Stereotype, Spiegelungen. Die Wahrnehmung des Nachbarn in Zeiten der Krise (Nomos 2016;mit Christine Pütz und Hans Stark).

## Auszeichnungen / Preise
- Deutsch-Französischer Parlamentarierpreis / Prix parlementaire franco-allemand verliehen durch Deutscher Bundestag & Assemblée nationale im Februar 2015 für das Buch "Que reste-t-il du couple franco-allemand?" (mit Cécile Calla)
- Chevalier des Palmes académiques verliehen durch Ministère de l'Education im Januar 2013